# FANTASY COCKTAIL
『ファンタジィカクテル(FANTASY COCKTAIL)』は、日本の出版社、有限会社モアが編集、富士見出版株式会社が発行していた美少女成人漫画雑誌。

## 概要
『F.C.ゲームミックス』・『F.C.ソフトミックス』など、アダルトゲームやアニメーションソフトの紹介記事が充実していた。
巻末の鈴木しげる→INONOの「絵夢の部屋」が看板コラムであった。
没葉書の掲載に特色が見られ、漫画の下方の欄外に「ファンタジーカクテルSPOT」として、読者からの（絵付きの）メッセージが印刷されていたり、次号予告の下には4枚ほど、没葉書イラストが掲載されていたりしていた（姉妹紙の「オレンジクラブ」には、このようなものは見られなかった）。
2004年8月号で休刊になった。
姉妹誌にCOMICオレンジクラブ （雄出版発行）があった。

## 表紙
タイトルロゴは、「FANTASY」が横一面に大きく、その左下、または右下に「COCKTAIL」が小さく表記されていた。さらにその下に、カタカナ表記で「ファンタジィカクテル」と表示されていた。裏表紙には、「ファンタジィカクテル」のカタカナ表記のロゴが、文字は横向きの状態で、縦に表示されてあった。

## 主要作家
- 相澤みさお
- 青山まりも…コラム漫画を担当。
- あずまゆき…表紙絵のみ。
- ANDY
- いのの…イラストつきコラムを担当。
- 音乃夏
- 神谷尚哉
- 川本良樹
- かわりだね秋都
- きのした順市
- 君崎文化
- 逆襲武士
- 御前零士
- さくらいっぽ
- さくら・がい
- 天櫻みとの（さくら  みとの）
- しいら・さら
- 松籟陽矢
- 刹奈
- たかとまたかま
- 橘  怜
- 田中ユタカ
- 月下冴喜
- 藤堂玖麗
- 都夢たみお
- 中総もも
- ななみ静
- 鳴沢綾
- FEENA
- BLUE BLOOD
- 前田健二郎
- まっきぃ
- 三上キャノン
- みづかぜつばさ
- みやもと（宮本治彦）
- 明治かな子
- 遥宇樹
- ゆうきともか
- ゆきおん
- ゆずぽん
- らびほる
- りんの秀章